# Halcurias
Genre
Halcurias est un genre de la famille des Halcuriidae.

## Liste des espèces
Selon World Register of Marine Species (12 janvier 2023) :
- Halcurias capensis Carlgren, 1928
- Halcurias carlgreni McMurrich, 1901
- Halcurias endocoelactis Stephenson, 1918
- Halcurias minimus Carlgren, 1928
- Halcurias pilatus McMurrich, 1893
- Halcurias sudanensis Riemann-Zürneck, 1983
- Halcurias japonicus Uchida, 2004
- Halcurias levis Uchida, 2004
- Halcurias macmurrichi Uchida, 2004
- Halcurias macmurrichi

## Systématique
Le nom valide complet (avec auteur) de ce taxon est Halcurias McMurrich, 1893.

## Publication originale
- McMurrich, J. P. (1893). Report on the Actiniæ collected by the United States Fish Commission Steamer Albatross during the winter of 1887-1888. Proceedings of the United States National Museum, 16(930): 119-216